# Myrothamnus
Myrothamnus je jediný rod čeledi Myrothamnaceae, náležející do řádu barototvaré (Gunnerales) vyšších dvouděložných rostlin. Jsou to nevelké keře se vstřícnými drobnými listy a bezobalnými nenápadnými květy. Rod zahrnuje pouze 2 druhy a je rozšířen v subsaharské Africe a na Madagaskaru. Rostliny jsou zajímavé tím, že mohou zcela vyschnout a po navlhčení opět regenerují.

## Popis
Zástupci rodu Myrothamnus jsou nevelké, aromatické, dvoudomé keře se vstřícnými, na bázi srostlými, jednoduchými listy s palisty. Čepel je jednoduchá, při vrcholu zubatá, s dlanitou žilnatinou. Květy jsou bezobalné, v klasech nebo jehnědách. Samičí květy se 2 až 8 (nejčastěji 4) tyčinkami. Semeník samičích květů je svrchní, srostlý ze 3 až 4 plodolistů s 10 až mnoha vajíčky. Plodem je poltivý plod (schizokarp) složený z měchýřků.

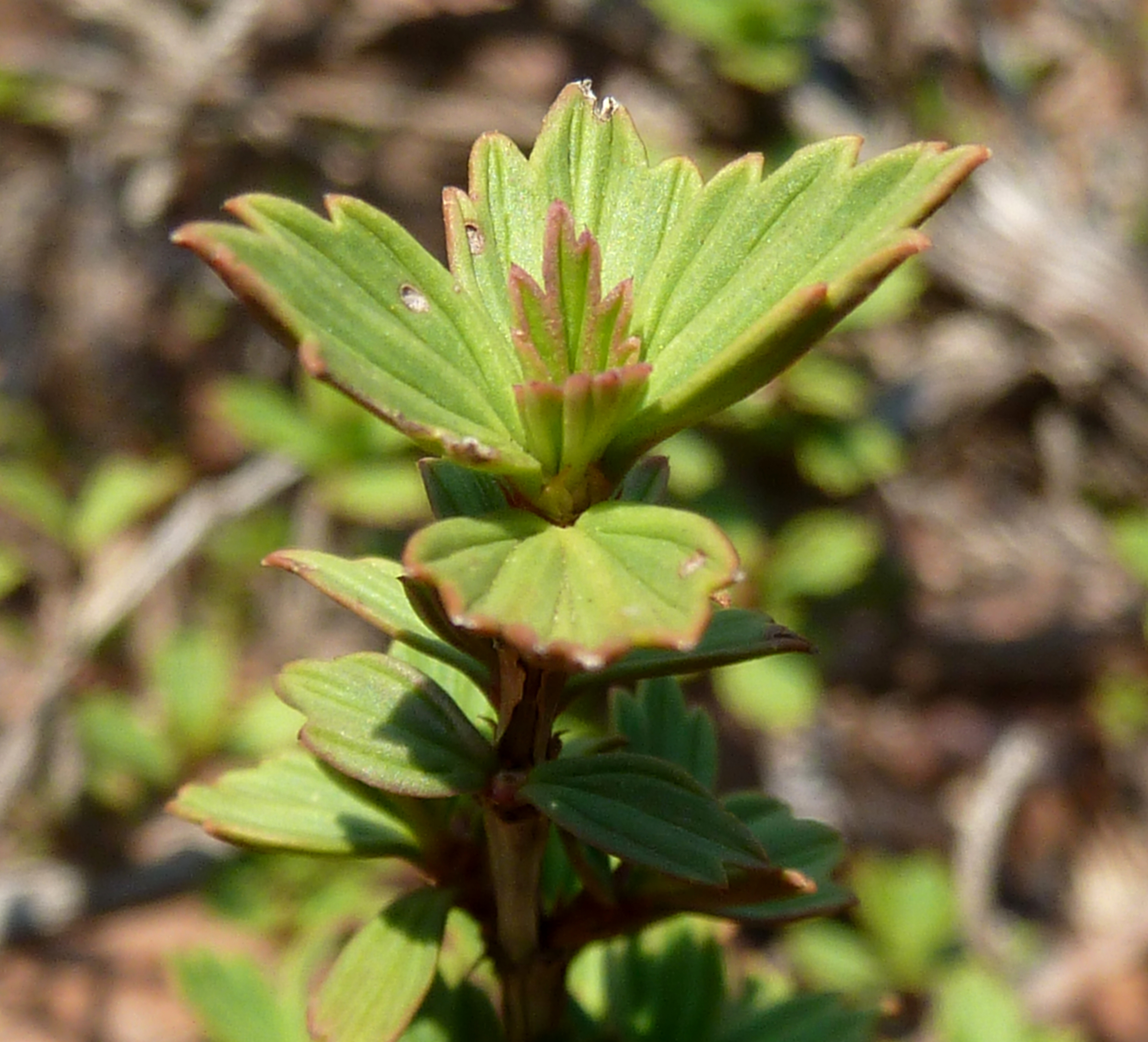
Detail listů Myrothamnus flabellifolius
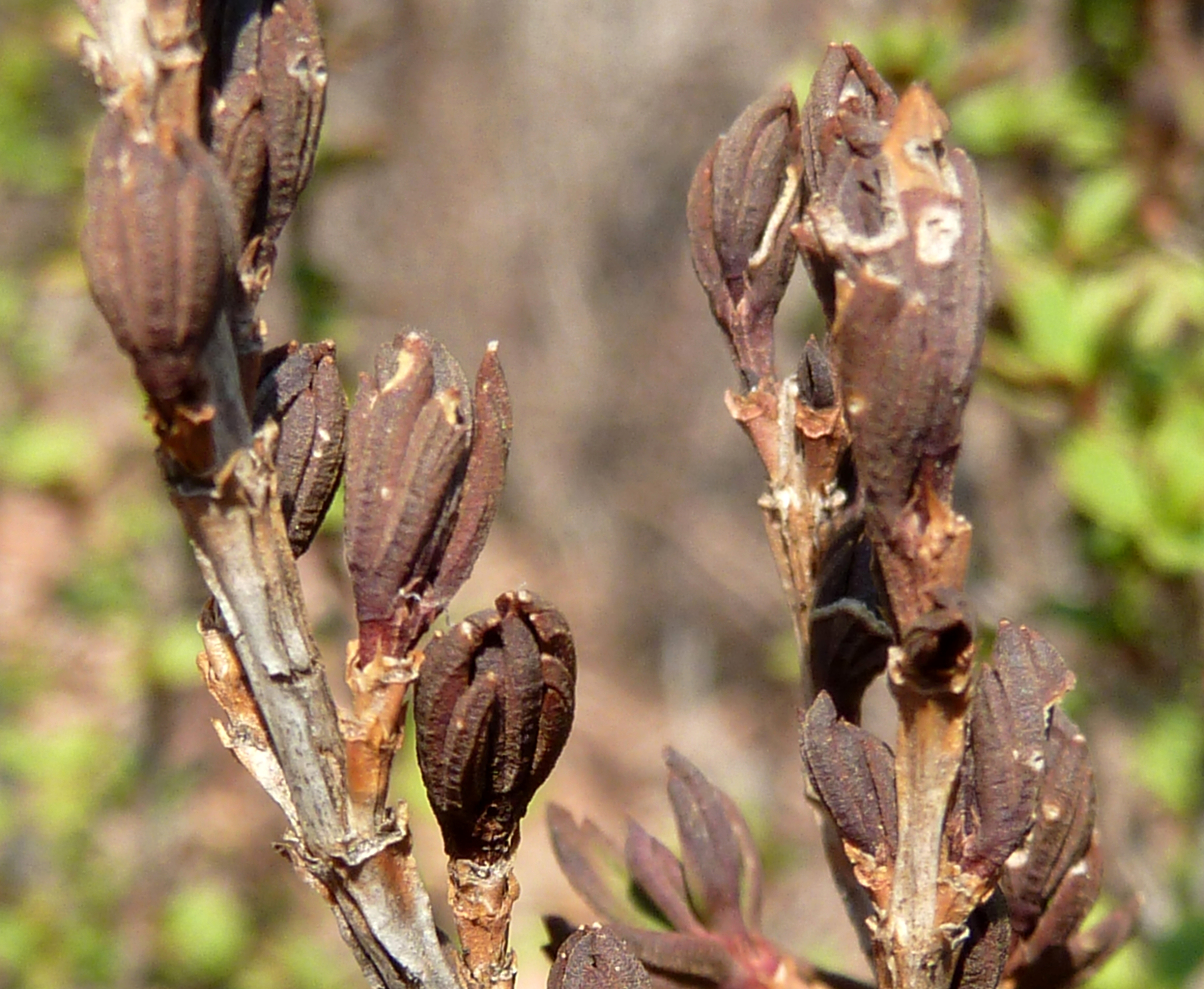
Vysušené listy M. flabellifolius

## Rozšíření
Rod má pouze dva zástupce. Druh Myrothamnus flabellifolius roste v subsaharské Africe ve 3 nesouvislých arelách v oblasti od Konžské demokratické republiky a Keni po Jihoafrickou republiku. Druh Myrothamnus moschata je endemit západního Madagaskaru.

## Ekologie
Rostliny jsou výborně přizpůsobeny suchému klimatu. Listy mohou zcela vyschnout, po přísunu vláhy rychle regenerují podobně jako u růže z Jericha.

## Taxonomie
Čeleď Myrothamnaceae byla popsána již roku 1891. V APG byla zprvu vedena jako samostatná, ve verzi APG II byla vřazena do čeledi Gunneraceae, ve verzi APG III z roku 2003 je opět samostatná. Obě zmíněné čeledi jsou si blízce příbuzné a obě zahrnují po jediném rodu, tyto rody však nevykazují žádné zásadní společné znaky.

## Význam
Druh Myrothamnus flabellifolius je využíván v tradiční africké medicíně.